# Đại học Nghệ thuật Poznań

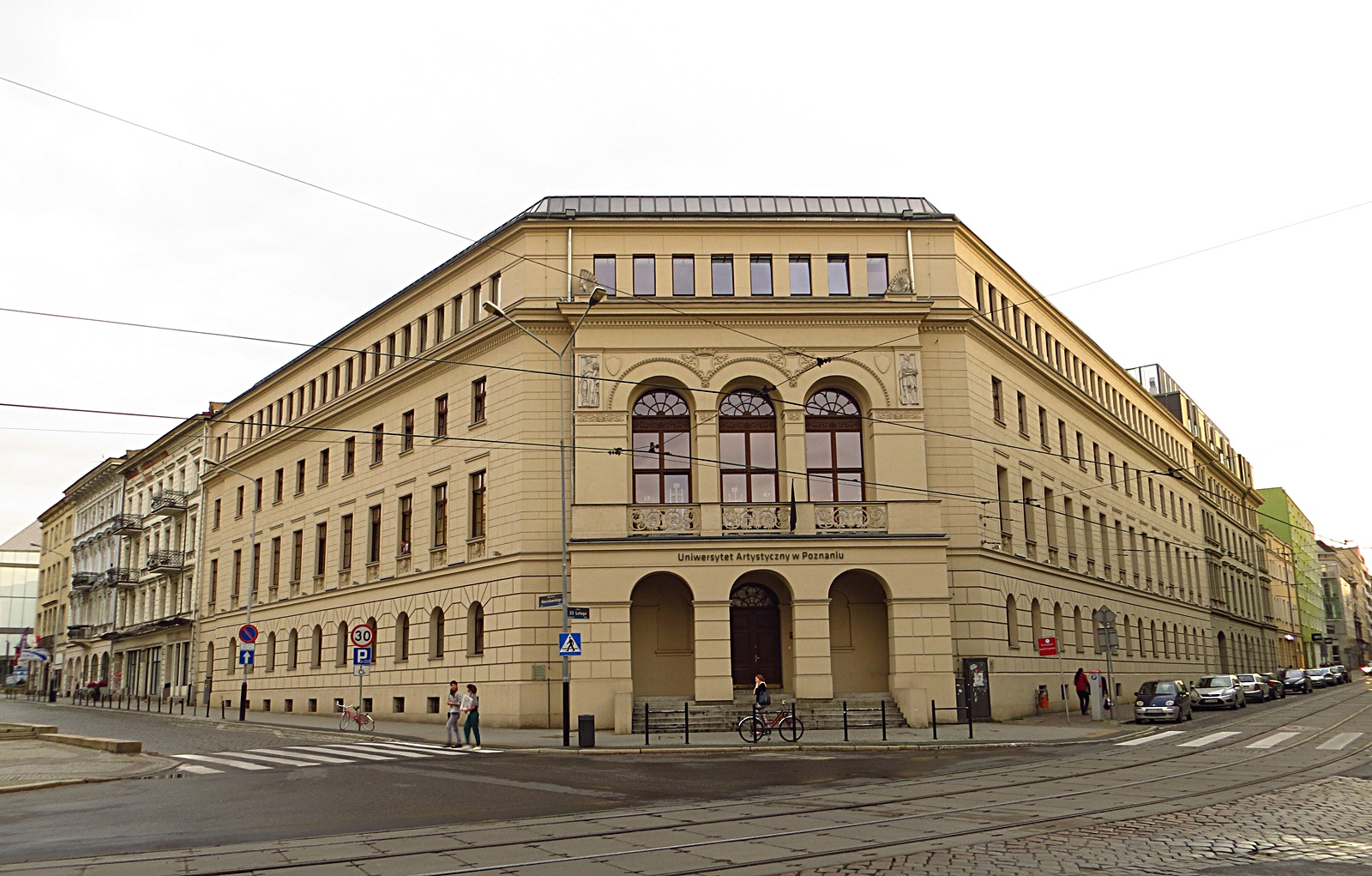
Trụ sở chính của Trường (Website: https://uap.edu.pl/)

Đại học Nghệ thuật Poznań là một cơ sở đào tạo các lĩnh vực nghệ thuật của Nhà nước Ba Lan, được thành lập năm 1919. Trường có trụ sở tại 29 Marcinkowskiego, thành phố Poznań.

## Lịch sử của Trường
Lịch sử của trường bắt đầu từ năm 1919 với tên gọi Trường Trang trí, thời gian này trường như là một cơ sở đào tạo nghề. Đến năm 1921, trường Trang trí được đổi thành Trường Nghệ thuật Trang trí và Công nghiệp Nghệ thuật tiểu bang Poznań. Ngày 1 tháng 6 năm 1937, trường tiếp tục được đổi tên thành Viện Mỹ thuật Quốc gia. Lúc này thời gian đào tạo khóa học đã kéo dài 5 năm, trong đó sinh viên phải học một năm tại khoa cơ bản, 4 năm còn lại được học tại các khoa chuyên ngành cụ thể. 

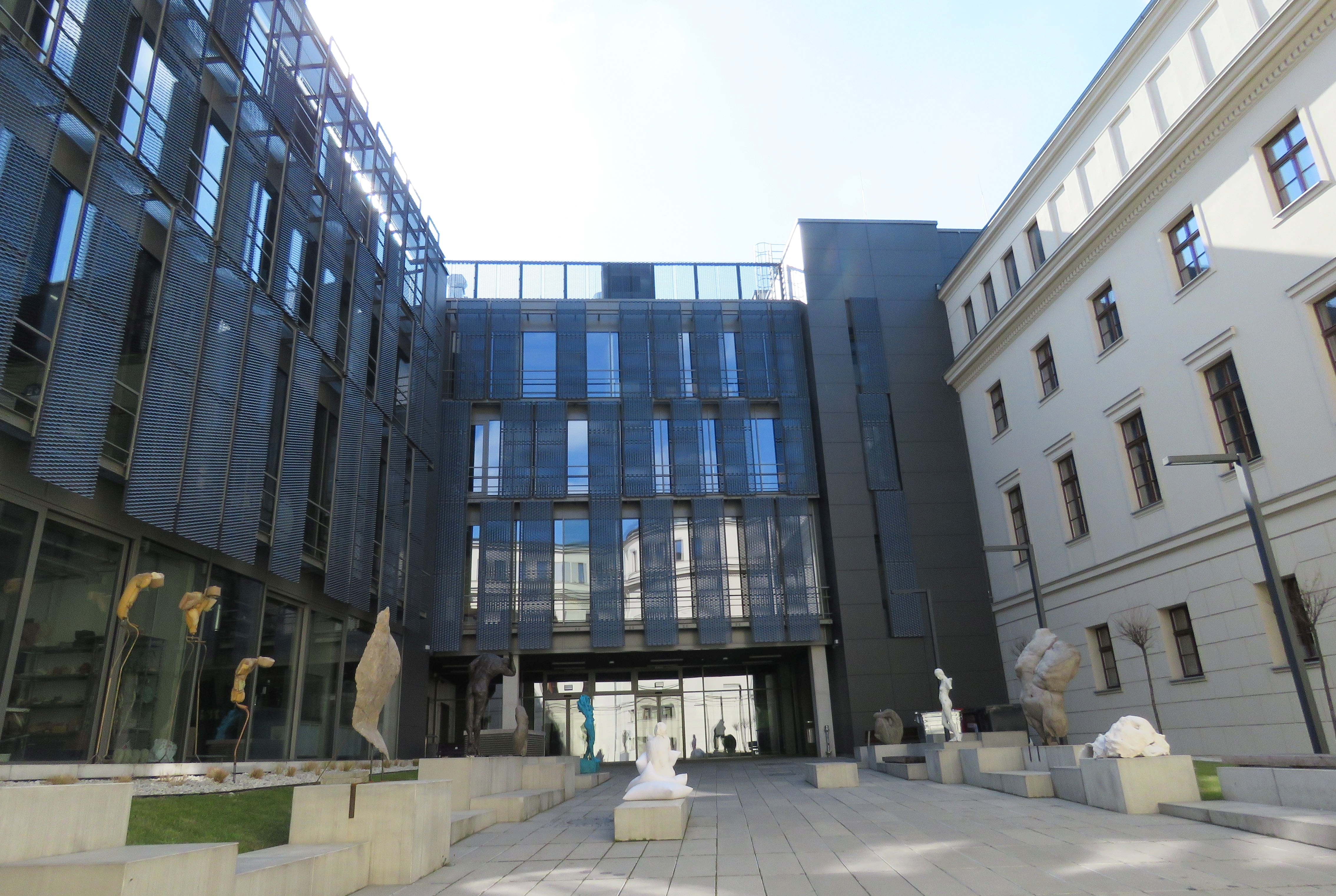
Sân giữa 2 tòa nhà chính (A-B)

Năm 1949, Viện Mỹ thuật Quốc gia được đổi thành Trường Đại học Mỹ thuật bang Poznań, đào tạo các ngành điêu khắc, hội họa, thiết kế nội thất, đồ họa, dệt. Tuy nhiên đến năm 1950, với chính sách mỗi trường chỉ đạo tào một chuyên ngành của Nhà nước Ba Lan lúc bấy giờ đã buộc trường phải bỏ đi các ngành điêu khắc, hội họa, đồ họa và dệt, và chỉ giữ lại đào tạo ngành chính là thiết kế nội thất. Phải đến năm 1956, chính sách này mới dỡ bỏ, để tạo điều kiện phát triển cho các trường đại học, lúc này trường cũng đã mở thêm các ngành đào tạo, cũng như các khu triễn lãm, phòng trưng bày nghệ thuật đáp ứng nhu cầu người học.
Năm 1996, trường Đại học Mỹ thuật bang Poznań được chuyển thành Học viện Mỹ thuật. Thời gian này, Học viện đã không ngừng phát triển, tăng số lượng sinh viên, xây thêm các cơ sở, mở các khóa học mới.
Năm 2010, Học viện đã đáp ứng các tiêu chí để được công nhận là Đại học Nghệ thuật. Từ đó trường không ngừng phát triển, đồng thời gia nhập Liên minh Châu Âu. Nhờ nhận được sự hỗ trợ của Liên minh Châu Âu, trường đã cải tạo và xây mới các tòa nhà và đưa vào sử dụng năm 2016. Trụ sở mới của trường đã nâng cao tiêu chuẩn học tập cũng như đáp ứng nhu cầu của người khuyết tật. Trường đã mở rộng hợp tác, tạo điều kiện cho sinh viên nước ngoài tham gia học tập, các nghiên cứu bằng tiếng Anh đã được triển khai.
Năm 2019, trường đã kỷ niệm 100 năm thành lập.

## Cơ cấu các Khoa đào tạo
Trường có các Khoa đào tạo như sau
- Khoa Hoạt hình (Trưởng khoa: GS. TSKH Maciej Ćwiek)[2].
- Khoa Kiến trúc và Thiết kế (Trưởng khoa: GS. TSKH Dariusz Kuźma)[3]
- Khoa Thiết kế Nội thất và Phong cảnh (Trưởng khoa: GS. TSKH Katarzyna Podgórska-Glonti)[4]
- Khoa Giáo dục Nghệ thuật và Huấn luyện(Trưởng khoa: GS. TSKH Izabela Kowalczyk)[5]
- Khoa Nhiếp ảnh (Trưởng khoa: GS. TSKH Piotr Chojnacki)[6]
- Khoa Đồ họa và Truyền thông Hình ảnh (Trưởng khoa: GS. TSKH Andrzej Bobrowski)[7]
- Khoa Hội họa (Trưởng khoa: GS. TSKH Tomasz Kalitko)[8]
- Khoa Điêu khắc (Trưởng khoa: GS. TSKH Karolina Komasa)[9]
- Khoa Nghệ thuật Truyền thông (Trưởng khoa: TS. Daniel Koniusz)[10]

## Ban giám hiệu[11]
- Hiệu trưởng: GS. TSKH Wojciech Hora
- Phó hiệu trưởng phụ trách các vấn đề sinh viên: GS. TSKH Piotr Szwiec
- Phó hiệu trưởng phụ trách nghiên cứu khoa học GS. TSKH Mateusz Bieczyński
- Phó hiệu trưởng phát triển và đào tạo nhân viên: GS. TSKH Maciej Kurak
- Phó hiệu trưởng phụ trách hợp tác Quốc tế: GS. TSKH Bogumiła Jung
- Phó hiệu trưởng phụ trách các vấn đề nghệ thuật: GS. TSKH Marek Jakuszewski